# Dynamis
Dynamis és una revista semestral sotmesa a revisió per experts dedicada a la història de la medicina i de la ciència. Publica articles, notes, documents i ressenyes en castellà i en anglès (i també alguns articles en francès, italià o portuguès). Sis mesos després de la seva publicació, es pot accedir gratuïtament als seus continguts a Revistes Catalanes amb Accés Obert (RACO) i SciELO

## Història
La revista va ser fundada el 1981 a la Universitat de Granada per cinc historiadors de la medicina (Luis García Ballester, Teresa Ortiz, Rosa María Moreno, Guillermo Olagüe i Esteban Rodríguez Ocaña). Al seu primer editorial la revista reconeixia la influència de Pedro Laín Entralgo i justificava la seva publicació pel recent interès per la història de la ciència i, en particular, per la història de la medicina a Espanya. Des del principi, l'objectiu de la revista va ser contribuir a la comprensió dels aspectes pràctics i socials de la medicina des d'una perspectiva àmplia que incloïa la història de les institucions científiques, educatives i mèdiques.

## Repertoris i bases de dades
Els treballs publicats en Dynamis es recullen a:
- Arts and Humanities Citation Index
- FRANCIS
- Historical Abstracts
- ISIS: Critical Bibliography
- ERIH PLUS (European Reference Index for the Humanities)
- L'Année Philologique
- Latindex
- Science Citation Index
- Scopus
- Social Science Citation Index
- Dialnet
- IBECS (Índice Bibliográfico Español en Ciencias de la Salud)